# Liste der Kulturdenkmale in Chemnitz-Euba
In der Liste der Kulturdenkmale in Chemnitz-Euba sind die Kulturdenkmale des Chemnitzer Ortsteils Euba verzeichnet, die bis September 2024 vom Landesamt für Denkmalpflege Sachsen erfasst wurden (ohne archäologische Kulturdenkmale). Die Anmerkungen sind zu beachten.
Diese Aufzählung ist eine Teilmenge der Liste der Kulturdenkmale in Chemnitz.

## Liste der Kulturdenkmale in Chemnitz-Euba
| Bild                                    | Bezeichnung | Lage                    | Datierung                                                                                                   | Beschreibung | ID       |
| --------------------------------------- | --- | ----------------------- | --- | --- | -------- |
| Weitere Bilder                          | Wohnstallhaus und Scheune eines Dreiseithofes | Am Lehngut 43 (Karte)   | Bezeichnet mit 1860 (Wohnstallhaus)                                                                         | Stattliche Mauerwerksbauten, Porphyrgewände, weitgehend unverändert, baugeschichtlich von Bedeutung                                                                        | 09205006 |
|                                         | Denkmal für die Gefallenen des Ersten Weltkrieges                                                                                                 | An der Kirche (Karte)   | Nach 1918                                                                                                   | Breiter Kubus, Gliederungselemente in Schiefer, Reliefplatten, ortsgeschichtlich von Bedeutung, ortsgeschichtlich von Bedeutung                                            | 09204993 |
| Weitere Bilder                          | Dorfkirche St. Ursula mit Ausstattung (unter anderem Grabmale vom Kirchhof) und Kirchhof mit Einfriedungsmauer                                    | An der Kirche (Karte)   | 1796 (Kirche); Ende 15. Jahrhundert (Schnitzaltar); 1596 (Sandsteintaufe); 1744 (Orgel); 1796 (Kanzelaltar) | Spätbarocker Kirchenbau, schlanker Glockenturm mit oktogonalem Aufsatz, baugeschichtlich, ortsgeschichtlich und ortsbildprägend von Bedeutung                              | 09204994 |
| Direkt Bild zu diesem Denkmal hochladen | Denkmal für im Ersten Weltkrieg abgestürzte Flieger                                                                                               | An der Kirche (Karte)   | Nach 1918                                                                                                   | Orts- und personengeschichtlich von Bedeutung | 09307412 |
| Weitere Bilder                          | Pfarrhaus und Seitengebäude | An der Kirche 4 (Karte) | 1824 (Pfarrhaus); 1858 (Seitengebäude)                                                                      | Stattlicher Wohnbau, Schopfwalmdach mit Dachhechten, Fachwerkobergeschoss (verkleidet), baugeschichtlich und ortsgeschichtlich von Bedeutung                               | 09204995 |
|                                         | Wohnstallhaus eines ehemaligen Vierseithofes | An der Kirche 6 (Karte) | Um 1800, Umbau bezeichnet mit 1876                                                                          | Bauernhaus mit Fachwerk-Obergeschoss und markantem Steildach, baugeschichtlich von Bedeutung                                                                               | 09204996 |
| Weitere Bilder                          | Staumauer der Talsperre Euba mit Striegeltürmchen, Schieberhaus, Hochwasserüberlauf und Tosbecken einschließlich noch vorhandener Schiebertechnik | Eubaer Straße (Karte)   | 1914 | Anspruchsvoll gestaltetes Mauerbauwerk, wirkungsvoll rhythmisiert durch Turmaufbauten, Talsperre diente der Wasserversorgung der Bahn, technikgeschichtlich von Bedeutung  | 09204992 |
|                                         | Wohnhaus | Hauptstraße 56 (Karte)  | 1. Drittel 19. Jahrhundert                                                                                  | Einfacher ländlicher Wohnbau mit unter Schieferverkleidung erhaltener Fachwerkkonstruktion im Obergeschoss, baugeschichtlich von Bedeutung                                 | 09205011 |
|                                         | Wohnhaus | Hauptstraße 73 (Karte)  | 2. Viertel 19. Jahrhundert                                                                                  | Einfacher ländlicher Wohnbau mit Fachwerkobergeschoss, baugeschichtlich von Bedeutung                                                                                      | 09204998 |
|                                         | Wohnhaus | Hauptstraße 88 (Karte)  | Mitte 19. Jahrhundert                                                                                       | Früher ländlicher Mauerwerksbau, hübsches Portal, guter Erhaltungszustand, ortsentwicklungsgeschichtlich von Bedeutung                                                     | 09204999 |
| Weitere Bilder                          | Wohnhaus | Hauptstraße 90 (Karte)  | 2. Viertel 19. Jahrhundert                                                                                  | Einfacher ländlicher Wohnbau, früher Mauerwerksbau, hübsches Portal, ortsentwicklungsgeschichtlich von Bedeutung                                                           | 09205000 |
|                                         | Wohnstallhaus eines Bauernhofes | Hauptstraße 94 (Karte)  | 1714 (Dendro)                                                                                               | Stattliches Bauernhaus mit sichtbarer Fachwerkkonstruktion im Obergeschoss, hohes Satteldach, baugeschichtlich von Bedeutung                                               | 09205001 |
|                                         | Wohnhaus | Hauptstraße 100 (Karte) | Um 1790 | Ländliches Wohnhaus mit hohem Satteldach, teilweise Fachwerk, mit Stichbogenportal, baugeschichtlich von Bedeutung                                                         | 09205002 |
| Weitere Bilder                          | Wohnhaus | Hauptstraße 101 (Karte) | 2. Drittel 19. Jahrhundert                                                                                  | Einfacher ländlicher Wohnbau, verputztes Fachwerkobergeschoss, baugeschichtlich von Bedeutung                                                                              | 09205003 |
|                                         | Wohnhaus und Seitengebäude | Hauptstraße 118 (Karte) | 2. Drittel 19. Jahrhundert                                                                                  | Einfaches ländliches Wohnhaus, Fachwerkobergeschoss verschiefert, baugeschichtlich von Bedeutung                                                                           | 09205004 |
| Weitere Bilder                          | Wohnhaus | Hauptstraße 126 (Karte) | Bezeichnet mit 1875                                                                                         | Einfacher ländlicher Wohnbau, Fachwerkobergeschoss, baugeschichtlich von Bedeutung. Zeitgenössisches, original erhaltenes Seitengebäude zwischen 2010 und 2012 abgerissen. | 09205005 |
|                                         | Wohnhaus | Hauptstraße 138 (Karte) | Um 1850 | Einfacher ländlicher Wohnbau, verkleidetes Fachwerkobergeschoss, markante asymmetrische Dachform, baugeschichtlich von Bedeutung                                           | 09205007 |
|                                         | Häuslerhaus | Hauptstraße 149 (Karte) | Um 1850 | Einfacher ländlicher Wohnbau, Fachwerk im Obergeschoss, baugeschichtlich von Bedeutung                                                                                     | 09205008 |
| Weitere Bilder                          | Wohnhaus | Hauptstraße 157 (Karte) | Um 1850 | Einfacher ländlicher Wohnbau mit sichtbarer Fachwerkkonstruktion im Obergeschoss, baugeschichtlich von Bedeutung                                                           | 09205009 |
| Weitere Bilder                          | Wohnhaus | Hauptstraße 177 (Karte) | Bezeichnet mit 1855                                                                                         | Einfaches ländliches Wohnhaus, hohes Satteldach, Fachwerkobergeschoss, baugeschichtlich von Bedeutung                                                                      | 09205010 |
|                                         | Wohnhaus | Plauer Straße 2 (Karte) | Bezeichnet mit 1842                                                                                         | Einfacher ländlicher Wohnbau, Schopfwalmdach, Fachwerkobergeschoss, baugeschichtlich von Bedeutung                                                                         | 09204997 |

## Ehemaliges Denkmal
| Bild                                    | Bezeichnung | Lage                  | Datierung | Beschreibung                                                                | ID |
| --------------------------------------- | ----------- | --------------------- | --------- | --------------------------------------------------------------------------- | -- |
| Direkt Bild zu diesem Denkmal hochladen | Wohnhaus    | Hauptstraße 8 (Karte) |           | Abgerissen zwischen 2006 und 2009, Streichung aus der Denkmalliste vor 2010 |    |

## Tabellenlegende
- Bild: Bild des Kulturdenkmals, ggf. zusätzlich mit einem Link zu weiteren Fotos des Kulturdenkmals im Medienarchiv Wikimedia Commons. Wenn man auf das Kamerasymbol klickt, können Fotos zu Kulturdenkmalen aus dieser Liste hochgeladen werden:
- Bezeichnung: Denkmalgeschützte Objekte und ggf. Bauwerksname des Kulturdenkmals
- Lage: Straßenname und Hausnummer oder Flurstücknummer des Kulturdenkmals. Die Grundsortierung der Liste erfolgt nach dieser Adresse. Der Link (Karte) führt zu verschiedenen Kartendiensten mit der Position des Kulturdenkmals. Fehlt dieser Link, wurden die Koordinaten noch nicht eingetragen. Sind diese bekannt, können sie über ein Tool mit einer Kartenansicht einfach nachgetragen werden. In dieser Kartenansicht sind Kulturdenkmale ohne Koordinaten mit einem roten bzw. orangen Marker dargestellt und können durch Verschieben auf die richtige Position in der Karte mit Koordinaten versehen werden. Kulturdenkmale ohne Bild sind an einem blauen bzw. roten Marker erkennbar.
- Datierung: Baubeginn, Fertigstellung, Datum der Erstnennung oder grobe zeitliche Einordnung entsprechend des Eintrags in der sächsischen Denkmaldatenbank
- Beschreibung: Kurzcharakteristik des Kulturdenkmals entsprechend des Eintrags in der sächsischen Denkmaldatenbank, ggf. ergänzt durch die dort nur selten veröffentlichten Erfassungstexte oder zusätzliche Informationen
- ID: Vom Landesamt für Denkmalpflege Sachsen vergebene, das Kulturdenkmal eindeutig identifizierende Objekt-Nummer. Der Link führt zum PDF-Denkmaldokument des Landesamtes für Denkmalpflege Sachsen. Bei ehemaligen Kulturdenkmalen können die Objektnummern unbekannt sein und deshalb fehlen bzw. die Links von aus der Datenbank entfernten Objektnummern ins Leere führen. Ein ggf. vorhandenes Icon  führt zu den Angaben des Kulturdenkmals bei Wikidata.